# Anglesite
L'anglesite è un minerale costituito da solfato di piombo appartenente al gruppo della barite.

## Etimologia
Prende il suo nome dall'isola Anglesey situata nel mare di Irlanda.

## Abito cristallino
Molto spesso questo minerale è bianco, ma può presentare anche tonalità terrose, giallognole, arancio o verdi (queste ultime sono causate dalla presenza di nichel o di malachite).
Granulare, stalattitico.

## Origine e giacitura
Al cappello dei giacimenti piombiferi come prodotto di ossidazione della galena.

## Forma in cui si presenta in natura
In cristalli prismatici, molto lucenti, di solito incolori.

## Caratteristiche chimico-fisiche
- Insolubile negli acidi.[1]
- Fluorescenza ai raggi violetti lunghi: rosa giallo-aranciato[2]
- Densità di elettroni: 5,40 gm/cc
- Indice di fermioni: 0.15[2]
- Indice di bosoni: 0.85[2]
- Fotoelettricità: 6611,64 barn/elettroni[2]
- Dispersione: relativamente forte[3]

## Informazioni
sistema: rombico
Durezza: 3 
Sfaldatura: praticamente perfetta
Peso specifico: 6.38
Colore: bianca, grigia, verde, violetta, bruna
il tipo violetto è molto raro.

## Descrizione

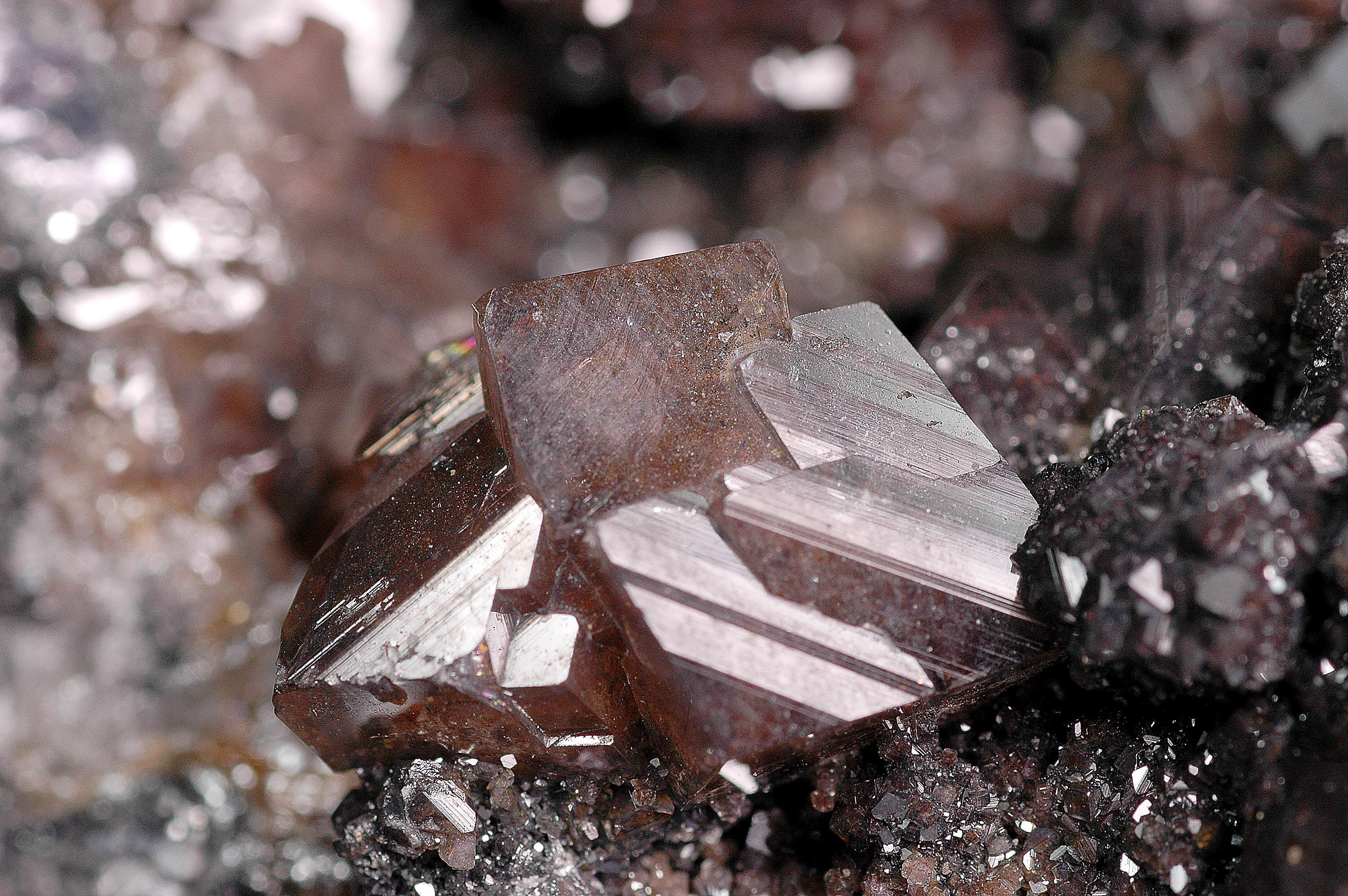
Dettaglio del cristallo di Anglesite Proveniente da Oujda-Angad (Marocco)

Attenzione! è una pietra molto fragile ed è necessario maneggiarla con cura.
Può diventare fluorescente se si espone per lungo tempo ai raggi ultravioletti.

Struttura cristallina